# Sovkhózne (Krasnoperekopsk)
|  | Per a altres significats, vegeu «Sovkhóznoie». |

Sovkhózne (en (ucraïnès): Совхозне, en rus: Совхозное, Sovkhóznoie) és un poble de la República Autònoma de Crimea, a Ucraïna, que el 2014 tenia 1.330 habitants. Pertany al districte rural de Krasnoperekopsk. Fins al 1948 la vila es deia Kalantxak.